# Sigmatella tenerrima
Sigmatella tenerrima là một loài rêu trong họ Sematophyllaceae. Loài này được (Ångström) Müll. Hal. mô tả khoa học đầu tiên năm 1896.